# Hu Chunhua

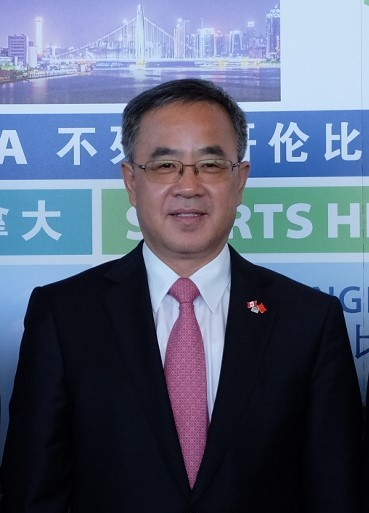
Hu Chunhua

Hu Chunhua (chinesisch 胡春华, Pinyin Hú Chūnhuá; * 1963 in Wufeng, Provinz Hubei) ist ein Politiker in der Volksrepublik China. Er wird zur Sechsten Führungsgeneration der Volksrepublik China gezählt.
Hu wurde als Wang Chunhua in einem armen Dorf im autonomen Kreis Wufeng der Tujia geboren, Hu gehört auch der Minderheit der Tujia an. Er übernahm den Familiennamen seiner Mutter, mit dem früheren Staatspräsidenten Hu Jintao hat er keine Verwandtschaft. Er war ein Ausnahmeschüler und bekam einen Studienplatz an der Universität Peking. Nach seinem Universitätsabschluss bewarb er sich darum, in Tibet arbeiten zu dürfen.
Nachdem er 1983 der Kommunistischen Partei Chinas beigetreten war, begann in Tibet ein steiler Aufstieg in der Hierarchie der Partei. Dies wurde von Li Keqiang und Hu Jintao gefördert. Zu den Posten, für die er ausgewählt wurde, gehörten der des stellvertretenden Parteisekretäres der Autonomen Region und des Vizevorsitzenden der Regierung Tibets. Er ist in China für seine sehr guten Tibetisch-Kenntnisse bekannt, wozu seine Muttersprache Tujia (ebenfalls eine tibetobirmanische Sprache) sicher beigetragen hat. Zu seinen Erfolgen werden die Belebung der tibetischen Wirtschaft, die Bekämpfung von separatistischen Organisationen und die Ansiedelungen von mehr han-chinesischen Migranten gezählt.
Im Jahre 2008 wurde Hu zum Gouverneur der Provinz Hebei ernannt. Hebei war Epizentrum des Chinesischen Milchskandals, Hu überstand den Skandal aber unbeschadet. Dies ist möglicherweise auf Protektion von Hu Jintao zurückzuführen.
Im November 2009 wurde er zum Parteisekretär der Region Innere Mongolei ernannt. Er trat dort die Nachfolge von Chu Bo an, der die Region zu schnellem Wirtschaftswachstum geführt hatte, was aber mit massiven Umweltschäden durch Bergbauunternehmen und weitverbreiteter Korruption einhergegangen war, was die Disziplinarkommission der Partei auf ihn aufmerksam gemacht hatte. In dieser Position entwickelte er eine zweigleisige Strategie gegen die Unruhen in der Inneren Mongolei 2011, bestehend aus Schlichtung und entschlossenem Vorgehen der Sicherheitsbehörden. Die kurzfristige Befriedung dieses Konfliktes trug maßgeblich zu seinem hohen Ansehen bei.
Er ist seit 2007 Mitglied des Zentralkomitees der Kommunistischen Partei Chinas. Im November 2012 wurde er in das Politbüro der KPCh gewählt. Von Dezember 2012 bis 2017 hatte er den Posten des Parteisekretäres in der südchinesischen Provinz Guangdong inne. Er war von 2018 bis 2023 Vizepremierminister der Volksrepublik China.
Er ist seit dem XX. Parteitag (16.10. – 22.10.2022) nicht mehr Mitglied im Politbüro der Kommunistischen Partei Chinas und gilt insofern als ein politisches Leichtgewicht. Seit 2023 ist er einer der stellvertretenden Vorsitzenden der Politischen Konsultativkonferenz des chinesischen Volkes.